# 深津絵里
深津 絵里（ふかつ えり、1973年〈昭和48年〉1月11日 ‐ ）は、日本の女優、歌手。愛称は、ふかっちゃん。大分県大分市出身。アミューズ所属。母は書家の深津諭美子。

## 来歴
- 1986年（昭和61年）、東京原宿で行われていたミス原宿グランプリ（コンテスト）に参加し優勝をしたのをきっかけに13歳で芸能界デビュー。
- 1988年（昭和63年）3月26日公開の映画『1999年の夏休み』で「水原里絵」名義でデビュー。
- 同年、東海旅客鉄道（JR東海）の「HOME-TOWN EXPRESS・クリスマスバージョン」（クリスマス・エクスプレス'88）CMに15歳で起用され、広く認知される。
- 当初アイドル歌手としても活動していた（深津絵里と高原里絵、水原里絵を併用していた期間がある）、1988年10月に深津絵里と高原里絵の名義で同日にシングル2枚を発売し歌手デビュー、高原名義の設定では、少し影のあるミステリアスなイメージ、深津名義ではボーイッシュで活発なイメージを曲と併用して使い分けていた。同期歌手デビューに田村英里子・島崎和歌子・中山忍・石原詢子・星野由妃・マルシア・千葉美加・川越美和らがいた。歌手として『ミュージックステーション』に1989年6月16日「7つの涙」、1989年12月8日「アプローチ」で2度出演したことがある[2]。
- 堀越高等学校卒業[注 1]。
- 1996年（平成8年）には初主演映画である『（ハル）』が公開。
- 初主演ドラマは1990年（平成2年）TBSで放送された『パラダイスにっぽん』（戸高正啓演出）。1997年（平成9年）にフジテレビで放送された『踊る大捜査線』に恩田すみれ役でレギュラー出演し、同ドラマがブームとなったこともあり認知度も高まった。
- 1998年（平成10年）、ドラマ『きらきらひかる』（フジテレビ）では主演を務め1999年、2000年にはスペシャルドラマも放送された。
- 2003年（平成15年）に公開された『踊る大捜査線 THE MOVIE 2 レインボーブリッジを封鎖せよ!』、『阿修羅のごとく』の2作品で第27回日本アカデミー賞に助演女優賞としてノミネートされ、『阿修羅のごとく』で最優秀助演女優賞を受賞した。
- 2006年（平成18年）、動画配信サービスGyaOで『深津絵里のblack comedy ブラコメ』がインターネット上で配信され、翌2007年（平成19年）にDVDが発売された。
- 2008年（平成20年）、主演舞台『春琴』で第43回紀伊國屋演劇賞 個人賞を受賞。同舞台は2009年（平成21年）、ロンドンのバービカン・センターと東京三軒茶屋の世田谷パブリックシアターで再演された。
- 2009年（平成21年）、2008年（平成20年）に公開された映画『ザ・マジックアワー』で第3回 アジア・フィルム・アワードの主演女優賞候補に選ばれ、香港での授賞式に出席した。
- 2009年（平成21年）初夏には13年ぶりとなる主演映画『女の子ものがたり』が公開。
- 2010年（平成22年）映画『踊る大捜査線 THE MOVIE 3』が7月3日に公開、映画『悪人』が9月11日に公開。この映画『悪人』で第34回モントリオール世界映画祭最優秀女優賞、並びに第34回日本アカデミー賞最優秀主演女優賞を受賞。なお、日本アカデミー賞での最優秀主演/助演女優賞のダブル受賞は桃井かおり・大竹しのぶ・小柳ルミ子・倍賞美津子・原田美枝子・和久井映見・樹木希林に次いで史上8人目。
- 2011年（平成23年）秋には主演映画『ステキな金縛り』が公開された。
- 2015年（平成27年）、主演映画『岸辺の旅』が、第68回カンヌ国際映画祭「ある視点部門」に正式出品される[3]。
- 2020年（令和2年）、2021年度後期に放送された連続テレビ小説「カムカムエヴリバディ」で上白石萌音、川栄李奈とともにヒロインに選ばれた。深津は上白石・川栄とは異なり、オーディションではなく直接オファーによってキャスティングされた。深津は放送開始時点で48歳（放送期間中の2022年1月11日に49歳の誕生日を迎えた）であり、「芋たこなんきん」放送当時47歳だった藤山直美を抜いて史上最高齢のヒロインとなった。
- 2022年（令和4年）1月16日、JR東海の新テレビCM『会うって、特別だったんだ。』に1988年以来33年ぶりに出演。本作品は同日にTBSの日曜劇場枠で放送されたテレビドラマ「DCU」内にて初解禁され、直後JR東海公式TwitterアカウントとJR東海の東海道新幹線公式YouTubeチャンネルにて公開された[注 2]。

## 人物
- 小さい頃からデビュー数年後まではずっとショートヘアで、1991年の時点では「自分がロングヘアなのって考えられないし、ショートにすごい愛着があるの」[4] と語っていた。
- アウトドア用品が大好きで、取り扱い店に行って色々な品を見るのも大好きだが、実際に用品を使って山登りに行ったりなどはしない[5]。
- 先が見えていることより、どうなるか分からないことに惹かれるタイプであると自身について語っており、『カムカムエヴリバディ』のオファーを受けた一因であるともしている[6]。

### 評価・エピソード
- 三谷幸喜は深津を映画『ザ・マジックアワー』に起用した理由について、2007年（平成19年）に公開した映画『西遊記』で共演し会話をした際「感じが良かったから」だと話す。劇中で深津はアフレコではなく撮影時の生歌を披露しているほかエンディングにはロングバージョンも歌っている。このことについても「深津さんは歌でも芝居でもホントにカンの良い人でした。（アドリブも）深津さんは絶対に笑わない。彼女はNGも出さない。もう、鉄の女。絶対に崩れないタイプ」「耳もいいし、英語の発音も完璧。エンディングは圧巻でした」と評している[7]。
- 明石家さんまは「木村拓哉、深津絵里とは共演しないほうが。あいつらは（現場で）台本を見たことないからね」「『ちょっと見せて』とか言わないの。オレだけアホみたいに台本隠してる」と述べ記憶力を称賛している[8]。『カムカムエヴリバディ』の撮影では、週初めのリハーサルの段階から、その週の収録の全シーンを出演シーンと関係のないところまで暗記して臨んでいた[9]。
- 2020年11月に行われ、320人が投票に参加した「ホクロが魅力的な女優ランキング」では、小松菜奈や松嶋菜々子を凌ぎ2位を獲得した[10]。

## 出演
※役名が太字表記は主演作品。

### 映画
- 1999年の夏休み（1988年、松竹） - 則夫 役 ※水原里絵名義
- ステイ・ゴールド（1988年、松竹） - 芦川理沙 役  ※水原里絵名義
- 満月のくちづけ（1989年、東宝） - 主演・高原里絵 役 ※役名と同じ高原里絵名義で告知が行われ、同名義で挿入歌のCDの販売も行われたが、映画公開の日程が半年近くずれた事もあり、最終的には深津絵里名義で公開された。
- 真夏の地球（1991年、松竹富士） - 橋本由子 役
- バースデイプレゼント（1995年、東宝 ） - 川野恵里 役
- （ハル）（1996年、東宝） - 主演・ほし（藤間美津江） 役
- アトランタ・ブギ（1996年、アミューズ） - ランジェ白雪社員 役
- 踊る大捜査線シリーズ（東宝） - 恩田すみれ 役
  - 踊る大捜査線 THE MOVIE（1998年）
  - 踊る大捜査線 THE MOVIE 2 レインボーブリッジを封鎖せよ!（2003年）[11]
  - 踊る大捜査線 THE MOVIE3 ヤツらを解放せよ!（2010年7月）[12]
  - 踊る大捜査線 THE FINAL 新たなる希望（2012年9月）[13]
- スペーストラベラーズ（2000年、東映） - 相田みどり 役
- 阿修羅のごとく（2003年、東宝） - 竹沢滝子 役[14]
- 博士の愛した数式（2006年、アスミック・エース） - 杏子 役[15]
- 西遊記（2007年、東宝） - 三蔵法師 役[16]
- ザ・マジックアワー（2008年、東宝） - 高千穂マリ役[17]
- ホノカアボーイ（2009年、東宝） - チャコ 役[18]
- 女の子ものがたり（2009年、エイベックス・エンタテインメント） - 主演・高原菜都美 役[19]
- 悪人（2010年、東宝） - 主演・馬込光代 役（妻夫木聡とダブル主演）[20]
- ステキな金縛り（2011年、東宝） - 主演・宝生エミ 役（西田敏行とダブル主演）[21]
- 寄生獣（2014年、東宝） - 田宮良子 役[22]
  - 寄生獣 完結編（2015年）
- 岸辺の旅（2015年、ショウゲート） - 主演・薮内瑞希 役（浅野忠信とダブル主演）[23]
- 永い言い訳（2016年、アスミック・エース） - 衣笠夏子 役[24]
- サバイバルファミリー（2017年、東宝） - 鈴木光恵 役 [25]
- THE オリバーな犬、(Gosh!!)このヤロウ MOVIE（2025年9月26日公開予定）[26][27] - 羽衣弥生 役[28]

### テレビドラマ
- 予備校ブギ（1990年4月20日 - 7月6日、TBS） - 島岡真弓 役
- パラダイスにっぽん（1990年7月29日、TBS） - 主演・藤井早苗 役
- ハイスクール大脱走（1991年1月9日 - 3月27日、テレビ東京） - 栗田つぐみ 役
- ルージュの伝言 VOL.5「最後の春休み」（1991年5月1日、TBS） - 松本利江 役
- 空白の絵本（1991年8月6日、NHK） - 三次明子 役
- オンナって不思議 第一話「ロストバージン」（1991年9月27日、TBS） - ともみ 役
- チャンタピンパーのくれた塵芥（1991年12月28日、NHK）
- 愛という名のもとに（1992年1月9日 - 3月26日、フジテレビ） - 高井桐子 役
- 素敵な恋をしてみたい「バカ! 違うよ」（1992年3月10日、TBS）
- 世にも奇妙な物語「DOOR」（1992年7月23日、フジテレビ） - ヤザワミチル 役
- 夏の夜の留守番（1992年8月17日 - 20日、テレビ朝日） - 広田芽子 役
- 二十歳の約束（1992年10月12日 - 12月21日、フジテレビ） - 澤井茜 役
- 土曜ドラマ 地球をダメにする50のかんたんな方法（1992年10月17日、NHK） - 栗林礼子 役
- 天国に一番近い病院（1993年1月2日、フジテレビ）
- 結婚式（1993年5月7日、フジテレビ） - 青木 役
- 悪魔のKISS（1993年7月7日 - 9月22日、フジテレビ） - 主演・朝倉幸子 役（奥山佳恵、常盤貴子とトリプル主演）
- 大人のキス（1993年10月23日 - 12月18日、日本テレビ） - 桜井玲子 役
- この愛に生きて（1994年4月14日 - 6月30日、フジテレビ） - 土岐小織 役
- 誰よりも君のこと（1994年10月6日、テレビ朝日） - 恭子 役
- 若者のすべて（1994年10月19日 - 12月21日、フジテレビ） - 水沼亮子 役
- 最高の片想い（1995年1月11日 - 3月22日、フジテレビ） - 主演・加藤くるみ 役
- ベストフレンド（1995年10月16日 - 12月11日、日本テレビ） - 主演・野川由子 役（松雪泰子とダブル主演）
- ナニワ金融道 1（1996年2月16日、フジテレビ） - 高橋正子 役
- 透明人間（1996年4月13日 - 7月6日、日本テレビ） - 笹森飛鳥 役
- 踊る大捜査線（1997年1月7日 - 3月18日、フジテレビ） - 恩田すみれ 役
  - 踊る大捜査線 歳末特別警戒スペシャル（1997年12月30日）
  - 湾岸署婦警物語 初夏の交通安全スペシャル（1998年6月19日）
  - 踊る大捜査線 秋の犯罪撲滅スペシャル（1998年10月6日）
  - 踊る大捜査線 THE LAST TV サラリーマン刑事と最後の難事件（2012年9月1日）
- 薔薇の殺意〜虚無への供物（1997年8月13日 - 8月19日、NHK） - 奈々村久生 役
- 成田離婚（1997年10月15日 - 12月17日、フジテレビ） - 結城玲子 役
- 大河ドラマ 徳川慶喜（1998年、NHK） - 天璋院 役
- きらきらひかる（1998年1月13日 - 3月17日、フジテレビ） - 主演・天野ひかる 役
  - きらきらひかる2 スペシャル（1999年4月23日）
  - きらきらひかる3 スペシャル（2000年4月4日）
- 大丈夫です、友よ（1998年11月13日、フジテレビ） - 中村洋子 役
- 彼女たちの時代（1999年7月7日 - 9月22日、フジテレビ） - 主演・羽村深美 役
- 天気予報の恋人（2000年4月10日 - 6月26日、フジテレビ） - 金子祥子 役
- 恋は余計なお世話 なに怒ってんの深津ちゃん、しのぶ全然わかんないスペシャル（2001年1月2日、フジテレビ）
- カバチタレ!（2001年1月11日 - 3月22日、フジテレビ） - 主演・栄田千春 役（常盤貴子とダブル主演）
- 学校の怪談 春の物の怪スペシャル「怪猫伝説」（2001年3月27日、関西テレビ）
- 忠臣蔵1/47（2001年12月28日、フジテレビ） - 堀部ほり 役
- 恋ノチカラ（2002年1月10日 - 3月21日、フジテレビ） - 主演・本宮籐子 役（堤真一とダブル主演）
- 空から降る一億の星（2002年4月15日 - 6月25日、フジテレビ） - 堂島優子 役
- 末っ子長男姉三人（2003年10月12日 - 12月21日、TBS） - 主演・柏倉（高梨）春子 役
- 川、いつか海へ 6つの愛の物語（2003年12月12日・26日、NHK） - 主演・本間（海江田）多実 役
- スローダンス（2005年7月4日 - 9月12日、フジテレビ） - 主演・牧野衣咲 役（妻夫木聡とダブル主演）
- 西遊記（2006年1月9日 - 3月20日、フジテレビ） - 三蔵法師 役
  - 春休み突入スペシャル!! 西遊記ウッキー祭り!（2006年3月27日）
- CHANGE（2008年5月12日 - 7月14日、フジテレビ） - 美山理香 役
- the 波乗りレストラン 第33話（2008年11月9日、日本テレビ） - 亜美 役
- 松本清張生誕100年記念作品・駅路（2009年4月11日、フジテレビ） - 福村慶子 役
- ステキな隠し撮り〜完全無欠のコンシェルジュ〜（2011年11月5日、フジテレビ） - 主演・宝生エミ 役
- 最後のオンナ（2020年1月6日、テレビ東京） - 皆川小百合 役
- 連続テレビ小説 カムカムエヴリバディ 第38回 - （2021年12月22日 - 2022年4月8日、NHK） - 主演・雉真（大月）るい 役（上白石萌音、川栄李奈とトリプル主演）[29][30]

### 舞台
- アンの青春（1992年）
- 陽だまりの樹（1995年）
- キル（1997年） - シルク 役
- 半神（1999年） - 主演・シュラ 役（加藤貴子とダブル主演）
- 農業少女（2000年） - 主演・百子 役
- 贋作・桜の森の満開の下
  - 『贋作・桜の森の満開の下』新国立劇場公演（2001年） - 主演・夜長姫 役（堤真一とダブル主演）
  - 『贋作・桜の森の満開の下』NODA・MAP第22回公演（2018年） - 主演・夜長姫 役（妻夫木聡とダブル主演）
- カメレオンズリップ（2004年） - 主演・ドナ 役（堤真一とダブル主演）
- 走れメルス 〜少女の唇からはダイナマイト!〜（2004年）
- あわれ彼女は娼婦（2006年） - アナベラ 役
- 春琴 - 主演・春琴 役
  - 春琴（2008年）
  - 春琴（2009年2月、イギリス・ロンドンバービカン・センター）
  - 春琴（2009年3月）
  - 春琴（2010年12月17日 - 19日、台湾・國家戲劇院）
- ベッジ・パードン bedge pardon（2011年）
- ガラスの動物園（2012年） - ローラ役
- エッグ（2012年・2015年） - 主演・苺イチエ 役（妻夫木聡、仲村トオルとトリプル主演）
- 「ETERNAL CHIKAMATSU」－近松門左衛門「心中天網島」より－（梅田芸術劇場シアター・ドラマシティ、2016年2月29日 - 3月6日 / Bunkamura シアターコクーン、3月10日 - 3月27日） - 主演・ハル 役（中村七之助とダブル主演）

### バラエティ
- 邦ちゃんのやまだかつてないテレビ（フジテレビ） - 準レギュラー
- 深津絵里のblack comedy ブラコメ（2006年、GyaO 2007年にDVD発売）
- FNSの日（2007年）・27時間テレビ みんな“なまか”だっ!ウッキー!ハッピー!西遊記!（2007年7月28日 - 7月29日、フジテレビ）

### ドキュメンタリー
- THE世界遺産（2010年4月4日 - 2014年3月30日、TBS） - ナレーション

### テレビアニメ
- 『電光石火バットマン』（1990年、テレビ東京『アミューズシアター・バットマン』版） - バットマイト 役

### 劇場アニメ
- すずめの戸締まり（2022年11月11日、東宝） - 岩戸環 役[31]

### ラジオ
- ラジオガルーダばりばりマッシュルーム（1988年10月 - 1989年3月、ニッポン放送） - 月曜パートナー
- ここはグリーンウッド（ドラマ） - 新田美恵子 役

### CM
- ビクターJVC 『S-VHSビデオHR-S5500』
- エースコック 『大盛中華焼きそば』『大盛りいか焼そば』
- アサヒ飲料 『アクアV』
- 三菱 『ミラージュ』（1992年）
- 花王 『ルアージュ』（1994年）
- グリコ 『キッス コレクション』（1994年）
- 日清製粉 『マ・マー スパゲッティ』（1995年）
- 明治製菓 『ポルテ』（1995年）
- DeBeers 『ダイヤモンド エンゲージリング』（1998年 - 2000年）
- JCBカード
  - 『ミッキーの耳編』
  - 『タイ料理編』
- フジスタッフ 『スピード写真』
- エーザイ チョコラシリーズ
- 東海旅客鉄道（JR東海）
  - 『HOME-TOWN EXPRESS・クリスマスバージョン（クリスマスエクスプレス'88）』（1988年）
  - 『クリスマスエクスプレス2000』（2000年）
  - 『会うって、特別だったんだ。』（2022年）[32]
- KDDI（DION）
  - 『ミュージカル編』
  - 『最先端ファッション編』
  - 『機械に嫌われた女編』（2003年）
- サントリー
  - 『グレフル、ピングレ、キョホグレ』
  - 『大地と水の恵み』
  - 『サントリーオールフリー』（2024年）[33]
- インテル
  - 『みつばち編』
  - 『犬のマフラー編』
  - 『ウホハ編』（2006年）
- 森永製菓
  - 『DARS2006モカビター 8月までの期間限定 -期間限定の女篇-』（2006年）
  - 『DARS2007 2月までの期間限定 -占い編-』（2007年）
- カネボウホームプロダクツ いち髪
  - 『登場篇』
  - 『秋・訪問篇』
  - 『冬・白壁篇』
  - 『春・石段編』（2007年）
- 味の素ゼネラルフーヅ 『マリーム』（1999年 - 2002年）[34][35][36][37]
- サッポロビール 冬物語
  - 『ガマンできない編』
  - 『見ないで編』
- ヤクルト本社
  - ジョア「新ジョアのうた・CP」篇（2008年）[38]
  - ヤクルトSHEs「シーズのうた」篇（2009年）[39]
- カネボウ化粧品  カネボウブランシール スペリア（2009年）[40][41]
- 大和ハウス工業『ここで、一緒に篇』（2011年）
- JRA『WIN5』（2011年）
- 敷島製パン Pasco超熟『出会い篇』（2013年）
- 住友生命 未来診断
  - 「あの人の教育」篇（2014年）[42]
  - 「あの人の老後」篇（2014年）[43]
  - 「あの人の生活保険」篇（2015年）[44]
- サントリースピリッツ こくしぼりプレミアム「月夜の下で」篇（2017年 - ）[45]

### イベント
- 「ゼラチンシルバーセッション08展 Save The Film」ゲスト参加
- 第35回日本アカデミー賞 - 授賞式司会

## 受賞歴

### 映画
- 『満月のくちづけ』（1989年度）
  - ローマ国際ファンタスティック映画祭 女優賞
  - 第13回日本アカデミー賞 新人俳優賞
- 『（ハル）』（1996年度）
  - 第20回山路ふみ子映画賞 新人女優賞[46]
  - 第18回ヨコハマ映画祭 主演女優賞
  - 第6回日本映画批評家大賞 新人賞
  - 第20回日本アカデミー賞 優秀主演女優賞[47]
- 『踊る大捜査線 THE MOVIE』（1998年度）
  - 第22回日本アカデミー賞 優秀助演女優賞[48]
- 『阿修羅のごとく』（2003年度）
  - 第28回報知映画賞 助演女優賞
  - 第27回日本アカデミー賞 最優秀助演女優賞[49]
- 『踊る大捜査線 THE MOVIE2 レインボーブリッジを封鎖せよ!』（2003年度）
  - 第28回報知映画賞 助演女優賞
  - 第27回日本アカデミー賞 優秀助演女優賞
- 『博士の愛した数式』（2006年度）
  - 第16回日本映画批評家大賞 主演女優賞[50]
- 『悪人』（2010年度）
  - 第34回モントリオール世界映画祭 女優賞
  - 第35回報知映画賞 主演女優賞
  - 第23回日刊スポーツ映画大賞・石原裕次郎賞 主演女優賞
  - 第34回日本アカデミー賞 最優秀主演女優賞[51]
- 『ステキな金縛り』（2011年度）
  - 第35回日本アカデミー賞 優秀主演女優賞[52]
- 『岸辺の旅』（2015年度）
  - 第89回キネマ旬報ベスト・テン 主演女優賞（『寄生獣 完結編』と合わせて）[53]
  - 第30回高崎映画祭 主演女優賞

### テレビドラマ
- ザテレビジョンドラマアカデミー賞
  - 主演女優賞
    - 第22回（『彼女たちの時代』）[54]
    - 第32回（『恋ノチカラ』）[55]

  - 助演女優賞
    - 第25回（『天気予報の恋人』）[56]
    - 第28回（『カバチタレ!』）[57]

### 舞台
- 2008年度 第43回紀伊國屋演劇賞 個人賞（世田谷パブリックシアター＋コンプリシテ公演「春琴〔しゅんきん〕 谷崎潤一郎『春琴抄』『陰翳礼讃』より」）

### その他
- 1986年 ミス原宿グランプリ（コンテスト）
- 2006年 第17回日本ジュエリーベストドレッサー賞

## ディスコグラフィ

### シングル
- （高原里絵名義）マリオネット・ブルー (C/W) 満月のくちづけ（ビクターエンタテインメント、1988年10月21日発売）
- （深津絵里+中上雅巳として） NIGHT-CLUBBING (C/W) 太陽も花も木も（ビクターエンタテインメント、1991年2月21日発売）

（以下、深津絵里として）
- YOKOHAMAジョーク (C/W) 哀しきメトロジェンヌ（ビクターエンタテインメント、1988年10月21日発売）
- 7つの涙 (C/W) 彼の涙・彼女の意志（ビクターエンタテインメント、1989年6月21日発売）
- アプローチ (C/W) 少女失格（ビクターエンタテインメント、1989年11月21日発売）
- ひとりずつのふたり (C/W) 花嫁（ビクターエンタテインメント、1992年2月21日発売）
- 愛はすてき・愛は花束 (C/W) 長い髪の女の子なら（ビクターエンタテインメント、1992年6月21日発売）

### アルバム
- アプローズ（ビクターエンタテインメント、1990年2月21日発売）
- sourire（ビクターエンタテインメント、1992年3月21日発売）
- 毒苺（NODA MAP、2012年8月31日発売）

野田秀樹率いるNODA・MAPの第17回公演「エッグ」内で歌った劇中歌全8曲を収録したアルバム。役名の「苺イチエ（ICHIGO ICHIE）」名義でリリース。
- ゴールデン☆ベスト（ビクターエンタテインメント、2015年6月24日発売予定→発売中止）

各レコード会社が発売しているゴールデン☆ベストの1枚としてSHM-CD仕様で発売予定であったが、告知発表後早々に発売中止になった。

### その他
- オリジナル・ビデオ・アニメ「人魚の森」サウンドトラック（1991年7月21日発売）

「森をぬけて―Born to love you」収録。
- ここはグリーン・ウッド VOCAL BEST COLLECTION（1992年10月28日発売）
- ここはグリーン・ウッド FLYING DOG（2008年9月17日 復刻版発売）

「7つの涙」収録。新田美恵子役として「グリーン・ウッド・カーニバル1、2」にもコーラス・セリフ参加。
- 「ザ・マジックアワー」オリジナルサウンドトラック盤 ユニバーサルミュージック

映画『ザ・マジックアワー』出演時の高千穂マリ（深津絵里）として歌を披露している。
- 「ステキな金縛り」オリジナルサウンドトラック盤　キングレコード

主題歌『ONCE IN A BLUE MOON』を「深津絵里＆西田敏行 with 法廷ボーイズ」で収録。

## 書籍

### 写真集
- Sobacasu 深津絵里写真集（1989年6月発売、近代映画社）